# Красный перевал
ЗАО «Красный перевал» (до 1922 года — Норская мануфактура) — предприятие в Ярославле, занимающееся производством и реализацией хлопчатобумажной пряжи. Расположено в северной части города в посёлке Норское.
Продукция: пряжи хлопчатобумажная, кардная, суровая для трикотажного и ткацкого производства.

## История
27 марта 1859 года братья Хлудовы основали «Товарищество Норской мануфактуры льняных изделий». Основной капитал составил 500 тысяч рублей. 3 марта 1860 года состоялось открытие довольно крупной паровой льнопрядильной фабрики в 12 км к северу от города Ярославля в Норском посаде.
До 1880 года это было льнопрядильное и ткацкое предприятие. Лён привозился в основном из Ярославской, Вологодской, Владимирской и Вятской губерний. Выпускались в основном технические ткани: суровое полотно, брезент, дерюжина, а также тонкое бельевое полотно.
С 1881 года параллельно с производством льняных изделий начинается переработка хлопка и производство хлопчатобумажной пряжи. В 1886—1897 годах льняное производство постепенно сокращается, пока не исчезает вовсе. С этого времени и поныне Норская мануфактура — хлопчатобумажное прядильное предприятие.
Посёлок при Норской мануфактуре быстро разрастался, в 1914 году в нём проживали уже 2100 жителей
30 октября 1922 года по случаю 5-й годовщины Октябрьской революции советские власти переименовали Норскую фабрику в «Красный перевал».
В 1944 году Норское вместе с фабрикой включили в состав Ярославля.
С 2011 года производство остановлено, все работники были уволены. Производственные площади сдают в аренду.
В 2019 году комплекс зданий фабрики признали выявленным объектом культурного наследия.